# 服部霊園
服部霊園（はっとりれいえん）は、大阪府豊中市にある大阪市立の霊園である。当霊園は、三島由紀夫の『愛の渇き』にも登場している。
住所は、大阪府豊中市広田町1-1

## 概要
服部緑地に隣接し、19haの敷地を有する。
- 1928年（昭和3年）：新設認可がおりる。
- 1938年（昭和13年）：墓地造成を開始（当時の豊能郡熊野）。
- 1941年（昭和16年）4月：竣工。
- 1963年（昭和38年）：約19,000平米を拡張整備する。

## 主な施設
- 大阪市戦災犠牲者慰霊塔
  - 大阪空襲で亡くなった人々の遺骨を納めるために、昭和33年（1958年）に建立された。毎年秋のお彼岸には慰霊祭が行われる。
- 外国人墓地
  - 慶応3年に現在の港区内に造成され、明治38年に現在の阿倍野区旭町に移転。しかし、環境の変化のため、関係各国の了解の元、昭和35年に服部霊園に移転。
- 服部納骨堂

## 交通アクセス
- 北大阪急行緑地公園駅から徒歩約25分
- 阪急宝塚線曽根駅から徒歩約30分
- 阪急バス夕日丘三丁目バス停留所から徒歩約3分

上記2駅から無料送迎車も運行される。阪急バス路線は北大阪急行緑地公園駅又は阪急宝塚線豊中駅を経由する。

## 墓がある有名人
- 坂田三吉
- 中馬馨
- 林正之助
- 吉本せい